# Méthode de Roozeboom

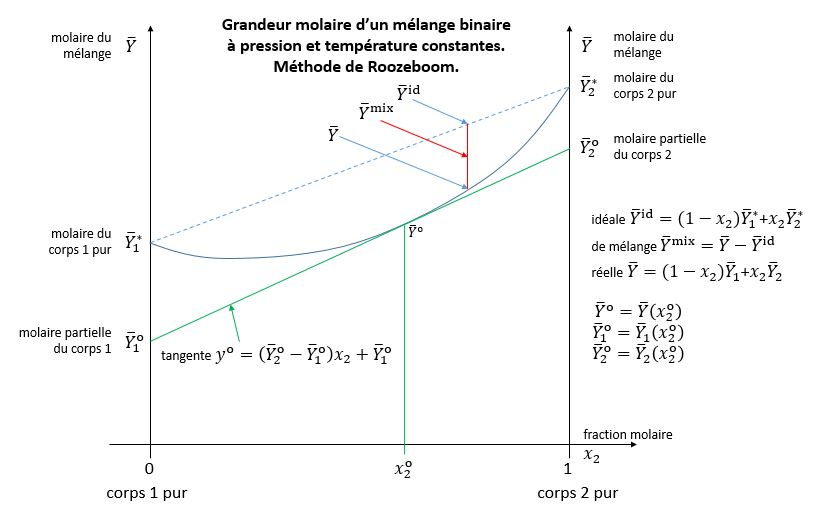
Méthode de Roozeboom. Le diagramme représente, à pression et température constantes, une grandeur molaire en fonction de la composition d'un mélange binaire. En un point quelconque de la courbe, la tangente à la courbe donne les grandeurs molaires partielles par ses interceptions des axes des ordonnées 0 et 1,.

En thermodynamique, la méthode de Roozeboom permet de déterminer graphiquement les grandeurs molaires partielles d'un mélange binaire. Elle porte le nom de son inventeur, le chimiste néerlandais Hendrik Willem Bakhuis Roozeboom.
La méthode peut être étendue à des mélanges de plus de deux espèces chimiques.

## Construction

### Définitions
On considère, à pression {\displaystyle P}, température {\displaystyle T} et quantité de matière {\displaystyle n} constantes, un mélange binaire, constitué des deux espèces chimiques (corps), notées {\displaystyle 1} et {\displaystyle 2}. Le mélange, quelle que soit sa composition, n'est composé que d'une seule phase. Les quantités {\displaystyle n_{1}} et {\displaystyle n_{2}} respectives des deux corps vérifient la relation :
{\displaystyle n=n_{1}+n_{2}}
Par définition, les fractions molaires {\displaystyle x_{1}} et {\displaystyle x_{2}} respectives des deux corps valent :
{\displaystyle x_{1}={n_{1} \over n}}
{\displaystyle x_{2}={n_{2} \over n}}
et vérifient :
{\displaystyle x_{1}+x_{2}=1}
Soit {\displaystyle Y} une propriété thermodynamique extensive du mélange (volume {\displaystyle V}, énergie interne {\displaystyle U}, enthalpie libre {\displaystyle G}, entropie {\displaystyle S}, etc.). La grandeur molaire {\displaystyle {\bar {Y}}} correspondante est définie par la relation :
Les grandeurs molaires partielles {\displaystyle {\bar {Y}}_{1}} et {\displaystyle {\bar {Y}}_{2}} respectives des deux corps sont définies par les dérivées partielles, :
| Grandeurs molaires partielles {\displaystyle {\bar {Y}}_{1}=\left({\partial Y \over \partial n_{1}}\right)_{P,T,n_{2}}} {\displaystyle {\bar {Y}}_{2}=\left({\partial Y \over \partial n_{2}}\right)_{P,T,n_{1}}} |

À pression et température constantes, la grandeur extensive {\displaystyle Y} dépend de {\displaystyle n_{1}} et {\displaystyle n_{2}}, les grandeurs intensives {\displaystyle {\bar {Y}}}, {\displaystyle {\bar {Y}}_{1}} et {\displaystyle {\bar {Y}}_{2}} dépendent de {\displaystyle x_{1}} et {\displaystyle x_{2}}.
Lorsque le corps {\displaystyle 1} est pur, {\displaystyle x_{1}=1}, on a :
- pour le corps {\displaystyle 1} : {\displaystyle {\bar {Y}}={\bar {Y}}_{1}={\bar {Y}}_{1}^{*}}, la grandeur molaire du corps {\displaystyle 1} pur ;
- pour le corps {\displaystyle 2} : {\displaystyle {\bar {Y}}_{2}={\bar {Y}}_{2,1}^{\infty }}, la grandeur molaire partielle du corps {\displaystyle 2} à dilution infinie dans le corps {\displaystyle 1}.

Lorsque le corps {\displaystyle 2} est pur, {\displaystyle x_{2}=1}, on a :
- pour le corps {\displaystyle 1} : {\displaystyle {\bar {Y}}_{1}={\bar {Y}}_{1,2}^{\infty }}, la grandeur molaire partielle du corps {\displaystyle 1} à dilution infinie dans le corps {\displaystyle 2} ;
- pour le corps {\displaystyle 2} : {\displaystyle {\bar {Y}}={\bar {Y}}_{2}={\bar {Y}}_{2}^{*}}, la grandeur molaire du corps {\displaystyle 2} pur.

### Relations diverses
Le théorème d'Euler permet d'écrire :
{\displaystyle Y=n_{1}{\bar {Y}}_{1}+n_{2}{\bar {Y}}_{2}}
d'où,, en divisant par la quantité de matière totale {\displaystyle n} :
{\displaystyle {\bar {Y}}=x_{1}{\bar {Y}}_{1}+x_{2}{\bar {Y}}_{2}}
et finalement :
Les définitions des grandeurs molaires partielles donnent :
{\displaystyle {\bar {Y}}_{1}=\left({\partial Y \over \partial n_{1}}\right)_{P,T,n_{2}}=\left({\partial n{\bar {Y}} \over \partial n_{1}}\right)_{P,T,n_{2}}={\bar {Y}}+n\left({\partial {\bar {Y}} \over \partial n_{1}}\right)_{P,T,n_{2}}}
{\displaystyle {\bar {Y}}_{2}=\left({\partial Y \over \partial n_{2}}\right)_{P,T,n_{1}}=\left({\partial n{\bar {Y}} \over \partial n_{2}}\right)_{P,T,n_{1}}={\bar {Y}}+n\left({\partial {\bar {Y}} \over \partial n_{2}}\right)_{P,T,n_{1}}}
À pression et température constantes, la grandeur molaire {\displaystyle {\bar {Y}}} dépend de {\displaystyle x_{1}} et {\displaystyle x_{2}}. Les deux fractions étant liées par la relation {\displaystyle x_{1}+x_{2}=1}, la grandeur {\displaystyle {\bar {Y}}} peut être considérée, arbitrairement, comme ne dépendant que de {\displaystyle x_{2}}. Le théorème de dérivation des fonctions composées permet d'écrire :
{\displaystyle \left({\partial {\bar {Y}} \over \partial n_{1}}\right)_{P,T,n_{2}}=\left({\partial {\bar {Y}} \over \partial x_{2}}\right)_{P,T}\left({\partial x_{2} \over \partial n_{1}}\right)_{n_{2}}=\left({\partial {\bar {Y}} \over \partial x_{2}}\right)_{P,T}\left(-{x_{2} \over n}\right)}
{\displaystyle \left({\partial {\bar {Y}} \over \partial n_{2}}\right)_{P,T,n_{1}}=\left({\partial {\bar {Y}} \over \partial x_{2}}\right)_{P,T}\left({\partial x_{2} \over \partial n_{2}}\right)_{n_{1}}=\left({\partial {\bar {Y}} \over \partial x_{2}}\right)_{P,T}\left({1 \over n}-{x_{2} \over n}\right)}
On peut donc réécrire, :
{\displaystyle {\bar {Y}}_{1}={\bar {Y}}-x_{2}\left({\partial {\bar {Y}} \over \partial x_{2}}\right)_{P,T}}
{\displaystyle {\bar {Y}}_{2}={\bar {Y}}+\left(1-x_{2}\right)\left({\partial {\bar {Y}} \over \partial x_{2}}\right)_{P,T}}
On obtient la relation :

### Méthode de Roozeboom
La grandeur molaire {\displaystyle {\bar {Y}}} est tracée à pression et température constantes en fonction de la fraction molaire {\displaystyle x_{2}}. On note les diverses grandeurs en un point d'abscisse {\displaystyle x_{2}^{\circ }} quelconque du diagramme :
{\displaystyle {\bar {Y}}^{\circ }={\bar {Y}}\!\left(x_{2}^{\circ }\right)}
{\displaystyle {\bar {Y}}_{1}^{\circ }={\bar {Y}}_{1}\!\left(x_{2}^{\circ }\right)}
{\displaystyle {\bar {Y}}_{2}^{\circ }={\bar {Y}}_{2}\!\left(x_{2}^{\circ }\right)}
{\displaystyle \left({\partial {\bar {Y}} \over \partial x_{2}}\right)_{P,T}^{\circ }=\left({\partial {\bar {Y}} \over \partial x_{2}}\right)_{P,T}\!\left(x_{2}^{\circ }\right)}
La tangente à la courbe en ce point a pour équation :
{\displaystyle y^{\circ }\!\left(x_{2}\right)=\left({\partial {\bar {Y}} \over \partial x_{2}}\right)_{P,T}^{\circ }\times \left(x_{2}-x_{2}^{\circ }\right)+{\bar {Y}}^{\circ }}
En substituant les relations :
{\displaystyle {\bar {Y}}^{\circ }=\left(1-x_{2}^{\circ }\right)\,{\bar {Y}}_{1}^{\circ }+x_{2}^{\circ }\,{\bar {Y}}_{2}^{\circ }}
{\displaystyle \left({\partial {\bar {Y}} \over \partial x_{2}}\right)_{P,T}^{\circ }={\bar {Y}}_{2}^{\circ }-{\bar {Y}}_{1}^{\circ }}
on obtient l'équation de la tangente à la courbe de {\displaystyle {\bar {Y}}} en un point d'abscisse {\displaystyle x_{2}^{\circ }} quelconque en fonction de {\displaystyle x_{2}} :
En conséquence, les grandeurs molaires partielles peuvent être déterminées graphiquement par les interceptions de la tangente et des axes des corps purs :
- lorsque {\displaystyle x_{2}=0}, on a {\displaystyle y^{\circ }\!\left(0\right)={\bar {Y}}_{1}^{\circ }} : l'interception de la tangente avec l'axe des ordonnées {\displaystyle x_{2}=0} donne la grandeur molaire partielle {\displaystyle {\bar {Y}}_{1}} pour {\displaystyle x_{2}^{\circ }} ;
- lorsque {\displaystyle x_{2}=1}, on a {\displaystyle y^{\circ }\!\left(1\right)={\bar {Y}}_{2}^{\circ }} : l'interception de la tangente avec l'axe des ordonnées {\displaystyle x_{2}=1} donne la grandeur molaire partielle {\displaystyle {\bar {Y}}_{2}} pour {\displaystyle x_{2}^{\circ }}.

## Application

### Variante avec les grandeurs de mélange
Dans un mélange idéal, les grandeurs molaires partielles {\displaystyle {\bar {Y}}_{1}} et {\displaystyle {\bar {Y}}_{2}} se confondent avec les grandeurs molaires {\displaystyle {\bar {Y}}_{1}^{*}} et {\displaystyle {\bar {Y}}_{2}^{*}} des corps {\displaystyle 1} et {\displaystyle 2} purs aux mêmes pression et température :
{\displaystyle {\bar {Y}}_{1}^{\text{id}}={\bar {Y}}_{1}^{*}}
{\displaystyle {\bar {Y}}_{2}^{\text{id}}={\bar {Y}}_{2}^{*}}
Les grandeurs {\displaystyle {\bar {Y}}_{1}^{*}} et {\displaystyle {\bar {Y}}_{2}^{*}} ne dépendent que de la pression et de la température. La grandeur {\displaystyle {\bar {Y}}} idéale vaut :
{\displaystyle {\bar {Y}}^{\text{id}}=x_{1}{\bar {Y}}_{1}^{\text{id}}+x_{2}{\bar {Y}}_{2}^{\text{id}}}
Par définition, une grandeur de mélange est l'écart entre une grandeur réelle et la grandeur idéale correspondante :
{\displaystyle {\bar {Y}}^{\text{mix}}={\bar {Y}}-{\bar {Y}}^{\text{id}}}
On définit les grandeurs de mélange molaires partielles :
{\displaystyle {\bar {Y}}_{1}^{\text{mix}}=\left({\partial \,n{\bar {Y}}^{\text{mix}} \over \partial n_{1}}\right)_{P,T,n_{2}}={\bar {Y}}_{1}-{\bar {Y}}_{1}^{\text{id}}={\bar {Y}}_{1}-{\bar {Y}}_{1}^{*}}
{\displaystyle {\bar {Y}}_{2}^{\text{mix}}=\left({\partial \,n{\bar {Y}}^{\text{mix}} \over \partial n_{2}}\right)_{P,T,n_{1}}={\bar {Y}}_{2}-{\bar {Y}}_{2}^{\text{id}}={\bar {Y}}_{2}-{\bar {Y}}_{2}^{*}}
On a sur les grandeurs de mélange les mêmes relations que celles obtenues plus haut : 
{\displaystyle {\bar {Y}}^{\text{mix}}=\left(1-x_{2}\right){\bar {Y}}_{1}^{\text{mix}}+x_{2}{\bar {Y}}_{2}^{\text{mix}}}
{\displaystyle \left({\partial {\bar {Y}}^{\text{mix}} \over \partial x_{2}}\right)_{P,T}={\bar {Y}}_{2}^{\text{mix}}-{\bar {Y}}_{1}^{\text{mix}}}
Dans un diagramme représentant {\displaystyle {\bar {Y}}^{\text{mix}}} en fonction de {\displaystyle x_{2}}, la tangente en un point d'abscisse {\displaystyle x_{2}^{\circ }} quelconque a donc pour équation :
avec :
{\displaystyle {\bar {Y}}_{1}^{{\text{mix}},\circ }={\bar {Y}}_{1}^{\text{mix}}\!\left(x_{2}^{\circ }\right)}
{\displaystyle {\bar {Y}}_{2}^{{\text{mix}},\circ }={\bar {Y}}_{2}^{\text{mix}}\!\left(x_{2}^{\circ }\right)}
En conséquence, :
- lorsque {\displaystyle x_{2}=0}, on a {\displaystyle y^{\circ }\!\left(0\right)={\bar {Y}}_{1}^{{\text{mix}},\circ }} ; la grandeur molaire partielle en {\displaystyle x_{2}^{\circ }} est ensuite calculée par : {\displaystyle {\bar {Y}}_{1}^{\circ }={\bar {Y}}_{1}^{*}+{\bar {Y}}_{1}^{{\text{mix}},\circ }} ;
- lorsque {\displaystyle x_{2}=1}, on a {\displaystyle y^{\circ }\!\left(1\right)={\bar {Y}}_{2}^{{\text{mix}},\circ }} ; la grandeur molaire partielle en {\displaystyle x_{2}^{\circ }} est ensuite calculée par : {\displaystyle {\bar {Y}}_{2}^{\circ }={\bar {Y}}_{2}^{*}+{\bar {Y}}_{2}^{{\text{mix}},\circ }}.

Cette variante est utilisée lorsque les grandeurs réelles sont peu différentes des grandeurs idéales (lorsque les grandeurs de mélange sont faibles), par exemple sur des volumes. Elle permet une plus grande précision dans le tracé de la tangente et la lecture des résultats. En pratique, la grandeur extensive {\displaystyle Y} (par exemple le volume) est déterminée expérimentalement à pression et température constantes en fonction de la composition. Connaissant la quantité de matière {\displaystyle n}, la grandeur intensive {\displaystyle {\bar {Y}}} est calculée par la relation {\displaystyle {\bar {Y}}=Y/n}. Connaissant la fraction molaire {\displaystyle x_{2}}, ainsi que les grandeurs molaires {\displaystyle {\bar {Y}}_{1}^{*}} et {\displaystyle {\bar {Y}}_{2}^{*}} des deux corps purs aux mêmes pression et température que le mélange, la grandeur de mélange molaire est calculée selon :
{\displaystyle {\bar {Y}}^{\text{id}}=\left(1-x_{2}\right){\bar {Y}}_{1}^{*}+x_{2}{\bar {Y}}_{2}^{*}}
{\displaystyle {\bar {Y}}^{\text{mix}}={\bar {Y}}-{\bar {Y}}^{\text{id}}}

### Exemple pour un mélange binaire
Le volume molaire {\displaystyle {\bar {V}}} d'un mélange eau-acide acétique est déterminé expérimentalement à pression et température (20 °C) constantes en fonction de la composition en acide acétique. Les volumes molaires respectifs des corps purs valent :
- eau : {\displaystyle {\bar {V}}_{\text{eau}}^{*}} = 18,048 cm3 mol−1 ;
- acide acétique : {\displaystyle {\bar {V}}_{\text{aac}}^{*}} = 57,288 cm3 mol−1.

Le volume idéal molaire {\displaystyle {\bar {V}}^{\text{id}}} est calculé en fonction de la fraction molaire {\displaystyle x_{\text{aac}}} de l'acide acétique :
{\displaystyle {\bar {V}}^{\text{id}}=\left(1-x_{\text{aac}}\right){\bar {V}}_{\text{eau}}^{*}+x_{\text{aac}}{\bar {V}}_{\text{aac}}^{*}}
Le volume de mélange molaire est calculé selon :
{\displaystyle {\bar {V}}^{\text{mix}}={\bar {V}}-{\bar {V}}^{\text{id}}}
Les figures suivantes représentent les grandeurs ainsi déterminées en fonction de {\displaystyle x_{\text{aac}}}.

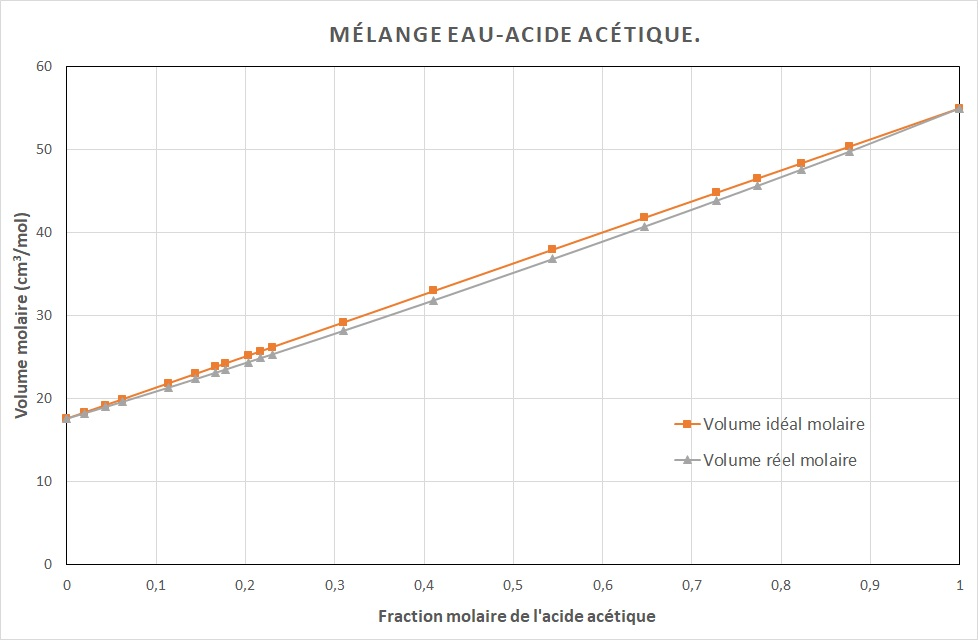
Volume molaire {\displaystyle {\bar {V}}} et volume idéal molaire {\displaystyle {\bar {V}}^{\text{id}}}.
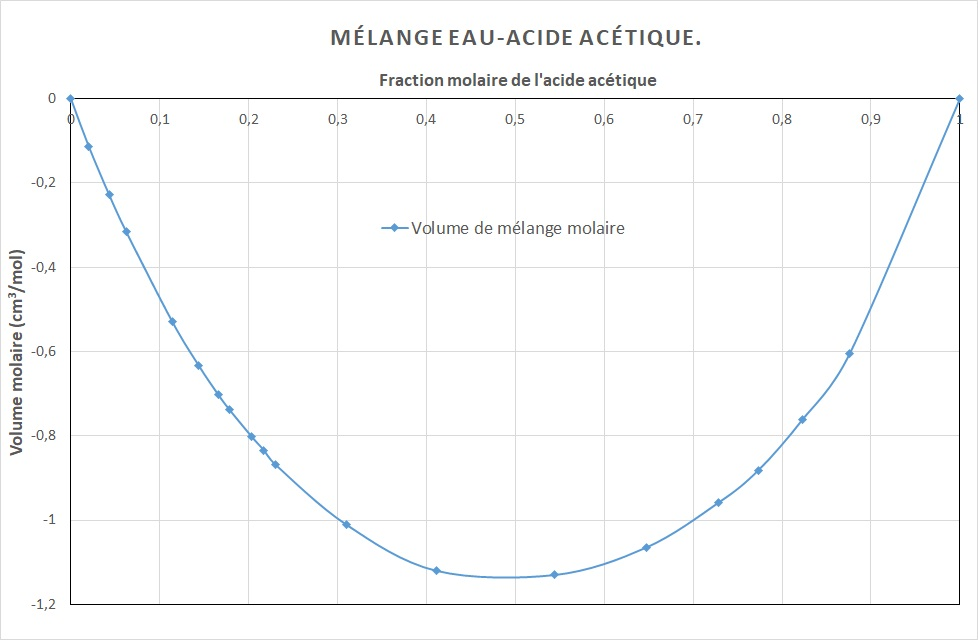
Volume de mélange molaire {\displaystyle {\bar {V}}^{\text{mix}}}.

La régression polynomiale de la courbe {\displaystyle {\bar {V}}^{\text{mix}}} en fonction de {\displaystyle x_{\text{acc}}}, avec les contraintes {\displaystyle {\bar {V}}^{\text{mix}}\!\left(0\right)={\bar {V}}^{\text{mix}}\!\left(1\right)=0}, donne :
{\displaystyle {\bar {V}}^{\text{mix}}} = 5,5178 {\displaystyle {x_{\text{aac}}}^{4}} - 10,7893 {\displaystyle {x_{\text{aac}}}^{3}} + 11,0772 {\displaystyle {x_{\text{aac}}}^{2}} - 5,8057 {\displaystyle x_{\text{aac}}}
{\displaystyle \left({\partial {\bar {V}}^{\text{mix}} \over \partial x_{\text{aac}}}\right)_{P,T}} = 22,0712 {\displaystyle {x_{\text{aac}}}^{3}} - 32,3679 {\displaystyle {x_{\text{aac}}}^{2}} + 22,1544 {\displaystyle x_{\text{aac}}} - 5,8057

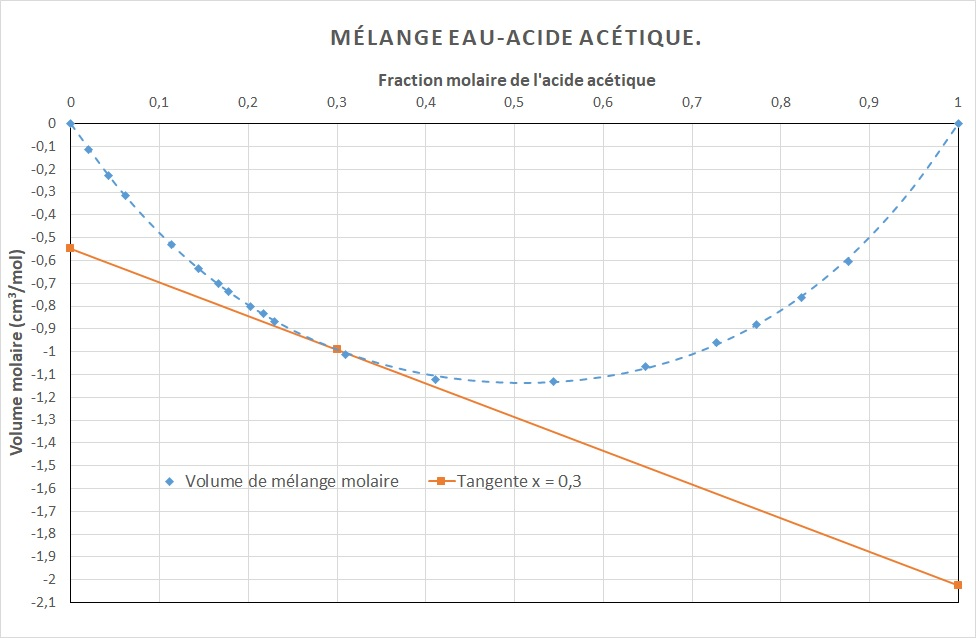
Méthode de Roozeboom pour = 0,3.

En {\displaystyle x_{\text{aac}}^{\circ }} = 0,3, la tangente à la courbe {\displaystyle {\bar {V}}^{\text{mix}}} a pour équation :
{\displaystyle {\bar {V}}^{{\text{mix}},\circ }} = -0,991
{\displaystyle \left({\partial {\bar {V}}^{\text{mix}} \over \partial x_{\text{aac}}}\right)_{P,T}^{\circ }} = -1,477
{\displaystyle v^{\circ }} = -1,477 ({\displaystyle x_{\text{aac}}} - 0,3) - 0,991
En conséquence :
- lorsque {\displaystyle x_{\text{aac}}=0}, on a {\displaystyle v^{\circ }\!\left(0\right)={\bar {V}}_{\text{eau}}^{{\text{mix}},\circ }} = -0,548 cm3 mol−1 ;

le volume molaire partiel de l'eau pour {\displaystyle x_{\text{aac}}^{\circ }} = 0,3 vaut : {\displaystyle {\bar {V}}_{\text{eau}}^{\circ }={\bar {V}}_{\text{eau}}^{*}+{\bar {V}}_{\text{eau}}^{{\text{mix}},\circ }} = 17,500 cm3 mol−1 ;
- lorsque {\displaystyle x_{\text{aac}}=1}, on a {\displaystyle v^{\circ }\!\left(1\right)={\bar {V}}_{\text{aac}}^{{\text{mix}},\circ }} = -2,025 cm3 mol−1 ;

le volume molaire partiel de l'acide acétique pour {\displaystyle x_{\text{aac}}^{\circ }} = 0,3 vaut : {\displaystyle {\bar {V}}_{\text{aac}}^{\circ }={\bar {V}}_{\text{aac}}^{*}+{\bar {V}}_{\text{aac}}^{{\text{mix}},\circ }} = 55,263 cm3 mol−1.
Appliqué à l'eau pure, {\displaystyle x_{\text{aac}}^{\circ }=0}, on a :
{\displaystyle v^{\circ }} = -5,806 {\displaystyle x_{\text{aac}}}
- pour l'eau pure : {\displaystyle {\bar {V}}_{\text{eau}}^{\circ }={\bar {V}}_{\text{eau}}^{*}} = 18,048 cm3 mol−1 ;
- pour l'acide acétique infiniment dilué dans l'eau : {\displaystyle {\bar {V}}_{\text{acc}}^{\circ }={\bar {V}}_{\text{acc,eau}}^{\infty }} = 51,482 cm3 mol−1.

Appliqué à l'acide acétique pur, {\displaystyle x_{\text{aac}}^{\circ }=1}, on a :
{\displaystyle v^{\circ }} = 6,052 ({\displaystyle x_{\text{aac}}} - 1)
- pour l'eau infiniment diluée dans l'acide acétique : {\displaystyle {\bar {V}}_{\text{eau}}^{\circ }={\bar {V}}_{\text{eau,acc}}^{\infty }} = 11,996 cm3 mol−1 ;
- pour l'acide acétique pur : {\displaystyle {\bar {V}}_{\text{acc}}^{\circ }={\bar {V}}_{\text{acc}}^{*}} = 57,288 cm3 mol−1.

### Extension à plus de deux corps
La méthode de Roozeboom peut être étendue à des mélanges de plus de deux espèces chimiques (corps). Dans un mélange ternaire, contenant trois corps notés {\displaystyle 1}, {\displaystyle 2} et {\displaystyle 3}, la grandeur molaire {\displaystyle {\bar {Y}}} et les trois grandeurs molaires partielles {\displaystyle {\bar {Y}}_{1}}, {\displaystyle {\bar {Y}}_{2}} et {\displaystyle {\bar {Y}}_{3}}, à pression {\displaystyle P} et température {\displaystyle T} constantes, dépendent des trois fractions molaires {\displaystyle x_{1}}, {\displaystyle x_{2}} et {\displaystyle x_{3}}, liées par la relation :
{\displaystyle x_{1}+x_{2}+x_{3}=1}
En fixant le ratio {\displaystyle K=x_{1}/x_{3}}, on a :
{\displaystyle x_{1}={K \over 1+K}\left(1-x_{2}\right)}
{\displaystyle x_{3}={1 \over 1+K}\left(1-x_{2}\right)}
Dans ces conditions, les grandeurs ne dépendent plus que d'une seule fraction molaire. La méthode de Roozeboom est ainsi ramenée au cas des mélanges binaires et l'on trace la grandeur molaire {\displaystyle {\bar {Y}}} en fonction de {\displaystyle x_{2}} au ratio {\displaystyle x_{1}/x_{3}} constant. En un point d'abscisse {\displaystyle x_{2}^{\circ }} quelconque, la grandeur molaire partielle du corps {\displaystyle 2} vaut :
{\displaystyle {\bar {Y}}_{2}^{\circ }={\bar {Y}}^{\circ }+\left(1-x_{2}^{\circ }\right)\left({\partial {\bar {Y}} \over \partial x_{2}}\right)_{P,T,x_{1}/x_{3}}^{\circ }}
et la tangente à la courbe a pour équation :
{\displaystyle y^{\circ }\!\left(x_{2}\right)=\left({\partial {\bar {Y}} \over \partial x_{2}}\right)_{P,T,x_{1}/x_{3}}^{\circ }\times \left(x_{2}-x_{2}^{\circ }\right)+{\bar {Y}}^{\circ }}
En substituant la première relation dans la deuxième, on obtient l'équation de la tangente :
En {\displaystyle x_{2}=1} on a {\displaystyle y^{\circ }\!\left(1\right)={\bar {Y}}_{2}^{\circ }}. L'interception de la tangente avec l'axe des ordonnées du corps {\displaystyle 2} pur donne la grandeur molaire partielle du corps {\displaystyle 2} pour {\displaystyle x_{2}^{\circ }} au ratio {\displaystyle x_{1}/x_{3}} donné. Le même procédé est applicable à la détermination des grandeurs molaires partielles des deux autres corps. Dans un diagramme représentant {\displaystyle {\bar {Y}}} en fonction de {\displaystyle x_{1}} à ratio {\displaystyle x_{2}/x_{3}} constant, l'interception de la tangente à la courbe en un point d'abscisse {\displaystyle x_{1}^{\circ }} quelconque avec l'axe des ordonnées du corps {\displaystyle 1} pur donne la grandeur molaire partielle {\displaystyle {\bar {Y}}_{1}} du corps {\displaystyle 1} pour {\displaystyle x_{1}^{\circ }} dans les conditions données. Dans un diagramme représentant {\displaystyle {\bar {Y}}} en fonction de {\displaystyle x_{3}} à ratio {\displaystyle x_{1}/x_{2}} constant, l'interception de la tangente à la courbe en un point d'abscisse {\displaystyle x_{3}^{\circ }} quelconque avec l'axe des ordonnées du corps {\displaystyle 3} pur donne la grandeur molaire partielle {\displaystyle {\bar {Y}}_{3}} du corps {\displaystyle 3} pour {\displaystyle x_{3}^{\circ }} dans les conditions données. La détermination de deux des trois grandeurs molaires partielles par la méthode graphique est suffisante puisque la troisième peut être déterminée par le théorème d'Euler :
{\displaystyle {\bar {Y}}=x_{1}{\bar {Y}}_{1}+x_{2}{\bar {Y}}_{2}+x_{3}{\bar {Y}}_{3}}
Plus généralement, pour un mélange de {\displaystyle N} corps, la méthode est systématiquement ramenée au cas du mélange binaire. Pour déterminer la grandeur molaire partielle {\displaystyle {\bar {Y}}_{i}} d'un corps {\displaystyle i} quelconque, on choisit un corps {\displaystyle k} différent de {\displaystyle i} et tel que {\displaystyle x_{k}\neq 0} ; on a :
{\displaystyle x_{1}+x_{2}+\cdots +x_{N}=1}
{\displaystyle x_{i}+x_{k}\left({x_{1} \over x_{k}}+{x_{2} \over x_{k}}+\cdots +{x_{i-1} \over x_{k}}+{x_{i+1} \over x_{k}}+\cdots +{x_{N} \over x_{k}}\right)=1}
On fixe les ratios {\displaystyle {x_{1} \over x_{k}},\cdots ,{x_{i-1} \over x_{k}},{x_{i+1} \over x_{k}},\cdots ,{x_{N} \over x_{k}}} entre fractions molaires de tous les corps différents de {\displaystyle i}. La grandeur molaire partielle de {\displaystyle i} dans ces conditions ne dépend que de {\displaystyle x_{i}} et vaut :
{\displaystyle {\bar {Y}}_{i}={\bar {Y}}+\left(1-x_{i}\right)\left({\partial {\bar {Y}} \over \partial x_{i}}\right)_{P,T,x_{1}/x_{k},\cdots ,x_{i-1}/x_{k},x_{i+1}/x_{k},\cdots ,x_{N}/x_{k}}}